# トリコスタチンA
トリコスタチンA（trichostatin A、略称: TSA）は、抗真菌抗生物質として働く有機化合物の一つである。1976年に、塩野義製薬の辻らによってStreptomyces hygroscopicusから単離された。
TSAはクラスIおよびIIに分類されるほ乳類ヒストン脱アセチル化酵素 (HDAC) ファミリーに属する酵素を選択的に阻害するが、クラスIIIに分類されるHDAC（例: サーチュイン）は阻害しない。TSAは成長期の開始時期の間に真核生物の細胞周期を阻害する。TSAはヒストンからアセチル基を取り除く酵素の活性を妨げることによって遺伝子発現を変化させるのに使用することができ、ゆえにDNA転写因子がクロマチン内のDNA分子にアクセスする能力を変化させる。TSAは幅広いエピジェネティック活性スペクトルを有するヒストン脱アセチル化酵素阻害剤（HDIあるいはHDACI）に属する。ゆえに、TSAは抗がん剤としての潜在能力を有する。提唱されている作用機序の一つは、TSAがアポトーシス関連遺伝子の発現を促進し、がん細胞の生存率を低下させ、がんの進行を遅らせるというものである。その他の作用機序としては、細胞の分化を誘導するため腫瘍中に見られる脱分化した細胞の一部を「成熟」させるHDIの活性が挙げられている。HDIはヒストンエフェクターではない分子にも複数の効果を有していることから、現在のところ抗がん機構は実際は不明である。筋ジストロフィーの治療薬としての治験・研究も進んでいる。
TSAはHDAC1、2、3、4、6、10をIC50 約20 nMで阻害する。
TSAはマウスN9およびラット初代ミクログリア細胞においてIL（インターロイキン）-1β/LPS（リポ多糖）/IFNγ（インターフェロンγ）によって誘導される一酸化窒素合成酵素 (NOS) 2の発現を抑制する。

## 推薦文献
- Moon C, Kim SH (June 2009). “Use of epigenetic modification to induce FOXP3 expression in naïve T cells”. Transplant Proc. 41 (5):  1848–54. doi:10.1016/j.transproceed.2009.02.101. PMID 19545742.